# Gary Locke (calciatore 1975)
Gary Locke (Edimburgo, 16 giugno 1975) è un allenatore di calcio ed ex calciatore scozzese, tecnico del Cowdenbeath.

## Carriera
È stato capitano dell'Heart of Midlothian e del Kilmarnock.

## Palmarès

### Giocatore

#### Competizioni nazionali
- Coppa di Scozia: 1

Hearts: 1998